# Newtonia (vegetal)
Newtonia é um género botânico pertencente à família Fabaceae.